# 王兆宇
王兆宇（1954年10月—），山东滕州人。汉族。加入中国共产党。中共中央党校经济管理专业毕业。中国人民解放军少将。
2011年7月，接替擢升沈阳军区副政委的侯贺华，任酒泉卫星发射中心政委。2015年1月，卸任酒泉卫星发射中心党委书记。
2013年，当选第十二届全国人民代表大会解放军代表。